# Eumyias indigo
Az Eumyias indigo  a madarak osztályának verébalakúak (Passeriformes) rendjébe és a légykapófélék (Muscicapidae) családjába tartozó faj.

## Rendszerezése
A fajt Thomas Horsfield brit orvos és természettudós írta le 1821-ben, a Muscicapa nembe Muscicapa Indigo néven.

## Alfajai
- Eumyias indigo cerviniventris (Sharpe, 1887) vagy Eumyias ruficrissa cerviniventris - Borneó
- Eumyias indigo indigo (Horsfield, 1821) - Jáva
- Eumyias indigo ruficrissa[2] (Salvadori, 1879) vagy Eumyias ruficrissa[4] - Szumátra

## Előfordulása
Délkelet-Ázsiában, Indonézia területén, Jáva, Borneó és Szumátra szigetén honos. Természetes élőhelyei a szubtrópusi vagy trópusi hegyi esőerdők. Állandó, nem vonuló faj.

## Megjelenése
Testhossza 14 centiméter.
|  |

## Életmódja
Kisebb gerinctelenekkel táplálkozik, de növényi anyagokat és gyümölcsöket is fogyaszt.

## Természetvédelmi helyzete
Az elterjedési területe nagy, egyedszáma viszont csökken, de még nem éri el a kritikus szintet. A Természetvédelmi Világszövetség Vörös listáján nem fenyegetett fajként szerepel.